# Stanislas Wails
 (mai 2024).
Stanislas Wails est un romancier français né le 10 février 1973 à Paris.

## Biographie
Après des études de Lettres Modernes à Paris X - Nanterre, Stanislas Wails passe deux ans au Caire, travaillant à la cellule pédagogique du Centre Culturel Français. De retour en France, il participe en 2000 à l'élaboration du site Zurban.com, dont il devient le rédacteur en chef.
À partir de 2001, il se consacre plus spécifiquement au cinéma : il est régisseur, conseiller musical, scénariste, accessoiriste et enfin assistant-réalisateur, notamment pour Jeanne Labrune, Tsai Ming-liang, Alain Resnais et Emma Luchini.

## Œuvres
- La maison Matchaiev, Serge Safran Éditeur, 2011[1],[2] : sélection du prix Jean-Giono 2015[3].
- Deux, Au Diable Vauvert, 2014.